# Геза Гуйяш
Геза Гуйяш (угор. Gulyás Géza, 5 червня 1931, Будапешт — 14 серпня 2014, Секешфегервар) — угорський футболіст, що грав на позиції воротаря, зокрема, за клуб «Ференцварош». По завершенні ігрової кар'єри — тренер.
Володар кубка Угорщини.

## Клубна кар'єра
У футболі дебютував 1952 року виступами за команду «Ференцварош», в якій провів шість сезонів, взявши участь у 131 матчі чемпіонату. Більшість часу, проведеного у складі «Ференцвароша», був основним голкіпером команди.
Протягом 1958—1964 років захищав кольори команди «Лонг Вашаш».
Завершив професійну ігрову кар'єру у клубі «Ференцварош», у складі якого вже виступав раніше. Прийшов до команди 1970 року, захищав її кольори до припинення виступів на професійному рівні у 1971.
Останній матч воротаря буде дуже запам'ятовуваним. У віці сорока років, 27 червня 1971 року, у зустрічі проти Дунауйвароша, Геза вийшов на заміну на 88-й хвилині, а на 90-й хвилині забив гол з пенальті. Цим забитим голом, перемогою 2-0 та срібною медаллю закінчилася його кар'єра гравця.

## Виступи за збірну
Був присутній в заявці збірної на чемпіонаті світу 1954 року у Швейцарії, але на поле не виходив. Здобув звання віце-чемпіона світу.

## Кар'єра тренера
Розпочав тренерську кар'єру, ще продовжуючи грати на полі, 1965 року, очоливши тренерський штаб клубу «Лонг Вашаш». Досвід тренерської роботи обмежився цим клубом.
Помер 14 серпня 2014 року на 84-му році життя у місті Секешфегервар.

## Титули і досягнення
- Володар кубка Угорщини (1):

«Ференцварош»: 1955–1956
- Віце-чемпіон світу: 1954